# Labinsk

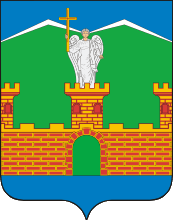
Labinsks stadsvapen.

Labinsk (ryska Ла́бинск, fram till 1947 Labinskaja) är en stad vid Kubans biflod Laba i Krasnodar kraj i södra Ryssland. Folkmängden uppgick till 60 971 invånare i början av 2015. Labinsk är ett viktigt gruvcentrum och 10 kilometer norr om staden finns betydande mangan- och stenkolsfyndigheter.